# Luis Migueles
Luis Antonio Migueles (ur. 1 kwietnia 1965 w San Salvador) – argentyński lekkoatleta specjalizujący się w biegach średniodystansowych, dwukrotny mistrz Ameryki Południowej, medalista mistrzostw ibero-amerykańskich i igrzysk Ameryki Południowej, czterokrotny mistrz Ameryki Południowej juniorów. Wielokrotny uczestnik mistrzostw świata na stadionie i w hali.

## Przebieg kariery
W 1983 brał udział w mistrzostwach Ameryki Południowej do lat 20 i zdobył indywidualnie dwa złote medale (w biegu na 800 i 1500 m) oraz brąz w sztafecie (4 × 400 m). Rok później obronił oba tytuły w konkurencjach biegu na dystansie 800 i 1500 m. W 1985 brał udział w rozgrywanych w Santiago mistrzostwach Ameryki Południowej seniorów, był to udany debiut na imprezie sportowej tej rangi, na tym czempionacie wywalczył złoty medal w biegu na 800 m (od razu także ustanowił czasem 1:46,90 nowy rekord mistrzostw) i srebrny w sztafecie 4 × 400 m.
W 1987 został uczestnikiem pierwszych w historii halowych mistrzostw świata seniorów, udział na tym czempionacie zakończył na 6. pozycji w eliminacjach. Tę samą pozycję w eliminacjach zajął w ramach mistrzostw świata w Rzymie (również w biegu na 800 m). Wystąpił na mistrzostwach Ameryki Południowej w São Paulo, gdzie obronił złoty medal wywalczony dwa lata wcześniej w tej samej konkurencji biegowej.
W 1993 zdobył ostatni w karierze medal międzynarodowej imprezy lekkoatletycznej, na mistrzostwach Ameryki Południowej w Limie zdobył tytuł wicemistrza.

## Osiągnięcia
| Rok     | Zawody                                   | Miasto       | Miejsce | Konkurencja        | Wynik   |
| ------- | ---------------------------------------- | ------------ | ------- | ------------------ | ------- |
| 1983    | Mistrzostwa Ameryki Południowej juniorów | Medellín     | 1.      | bieg na 800 m      | 1:51,10 |
| 1983    | Mistrzostwa Ameryki Południowej juniorów | Medellín     | 1.      | bieg na 1500 m     | 3:54,30 |
| 1983    | Mistrzostwa Ameryki Południowej juniorów | Medellín     | 3.      | sztafeta 4 × 400 m | 3:19,98 |
| 1984    | Mistrzostwa panamerykańskie juniorów     | Nassau       | 2.      | bieg na 800 m      | 1:48,67 |
| 1984    | Mistrzostwa panamerykańskie juniorów     | Nassau       | 2.      | bieg na 1500 m     | 3:50,93 |
| 1984    | Mistrzostwa Ameryki Południowej juniorów | Caracas      | 1.      | bieg na 800 m      | 1:48,90 |
| 1984    | Mistrzostwa Ameryki Południowej juniorów | Caracas      | 1.      | bieg na 1500 m     | 3:53,03 |
| 1985    | Światowe igrzyska halowe                 | Paryż        | 5. H    | bieg na 800 m      | 1:53,89 |
| 1985    | Mistrzostwa Ameryki Południowej          | Santiago     | 1.      | bieg na 800 m      | 1:46,90 |
| 1985    | Mistrzostwa Ameryki Południowej          | Santiago     | 2.      | sztafeta 4 × 400 m | 3:10,21 |
| 1986    | Mistrzostwa ibero-amerykańskie           | Hawana       | 3.      | bieg na 800 m      | 1:49,19 |
| 1986    | Igrzyska Ameryki Południowej             | Santiago     | 2.      | bieg na 800 m      | 1:48,00 |
| 1987    | Halowe mistrzostwa świata                | Indianapolis | 6. H    | bieg na 800 m      | 1:51,03 |
| 1987    | Mistrzostwa świata                       | Rzym         | 6. H    | bieg na 800 m      | 1:49,52 |
| 1987    | Mistrzostwa Ameryki Południowej          | São Paulo    | 1.      | bieg na 800 m      | 1:47,35 |
| 1989    | Halowe mistrzostwa świata                | Budapeszt    | 6. H    | bieg na 800 m      | 1:51,58 |
| 1990    | Mistrzostwa ibero-amerykańskie           | Manaus       | 2.      | bieg na 800 m      | 1:46,97 |
| 1991    | Halowe mistrzostwa świata                | Sewilla      | 5. H    | bieg na 800 m      | 1:49,00 |
| 1991    | Mistrzostwa świata                       | Tokio        | 6. H    | bieg na 800 m      | 1:51,42 |
| 1993    | Halowe mistrzostwa świata                | Toronto      | 6. H    | bieg na 800 m      | 1:51,03 |
| 1993    | Mistrzostwa Ameryki Południowej          | Lima         | 2.      | bieg na 800 m      | 1:52,12 |
| Źródło: |                                          |              |         |                    |         |

## Rekordy życiowe
- bieg na 800 m – 1:46,01 (14 czerwca 1986, Bratysława)
- bieg na 1500 m – 3:48,93 (16 maja 1993, São Paulo)

Halowe
- bieg na 800 m – 1:49,00 (8 maja 1991, Sewilla)

Źródło: 